# Noviciat
Un noviciat és un període de prova que les congregacions i ordes religiosos cristians posen com a preparació immediata abans de fer els primers vots monàstics. Sol durar de sis mesos a dos anys, tot i que encara depèn molt de la situació personal de cada postulant. Per ingressar-hi cal entrar en contacte amb alguna d'aquestes congregacions i primer viure el procés vocacional, per tal de prendre'n una decisió. És el període en què la persona candidata o novícia, en seguir el camí de la vida religiosa, adquireix fonaments que sostindran el seu compromís. Després d'aquest període, es fa la professió religiosa. Constitueix també un moment perquè la persona aspirant a la vida religiosa conegui bé la congregació i també que, amb l'ajut d'un instructor o mestre de novicis, pugui decidir, lliurement, prendre els vots religiosos o deixar l'orde.